# Joaquim Vayreda i Vila

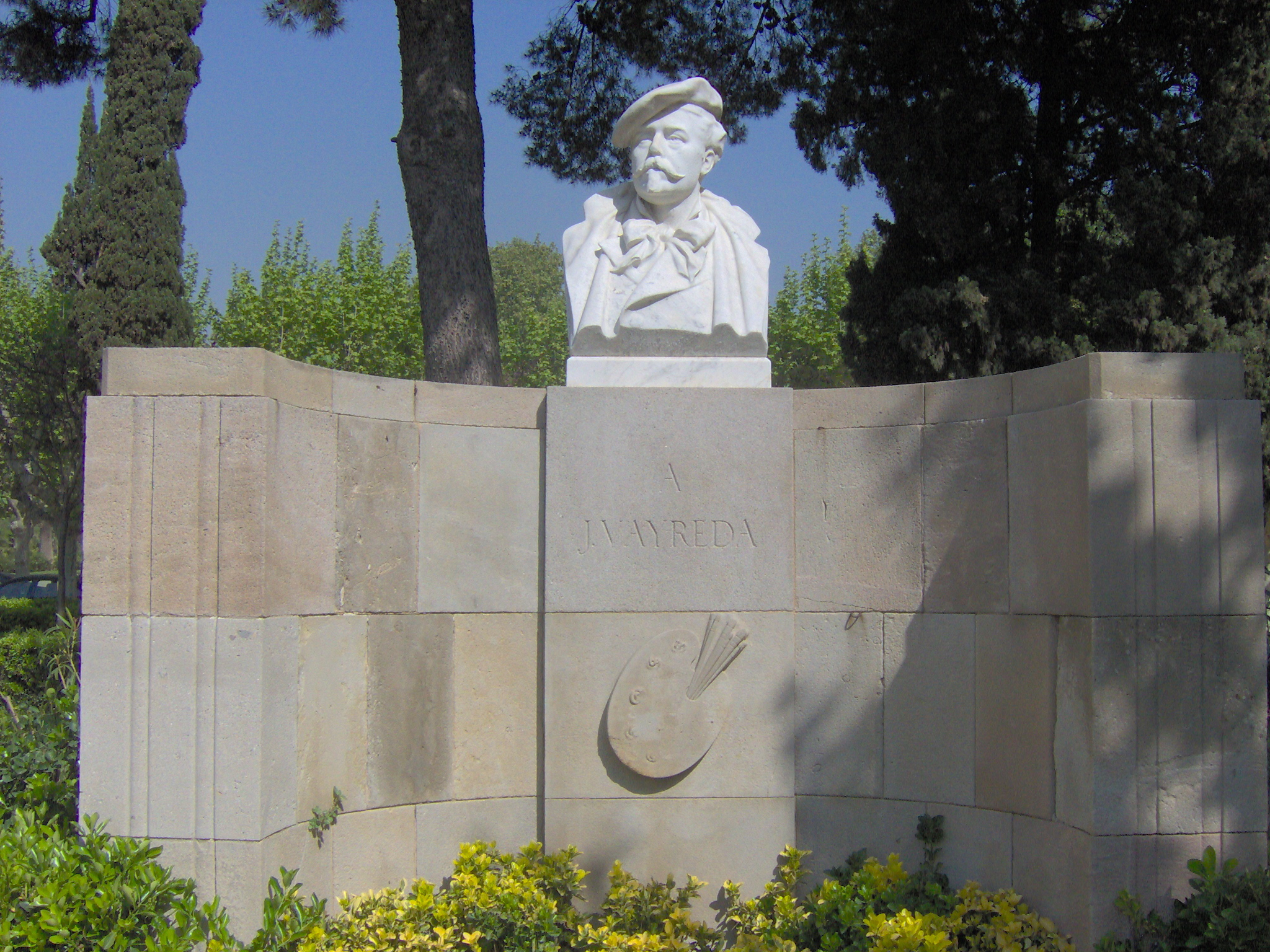
Monument de Joaquim Vayreda al Parc de la Ciutadella de Barcelona

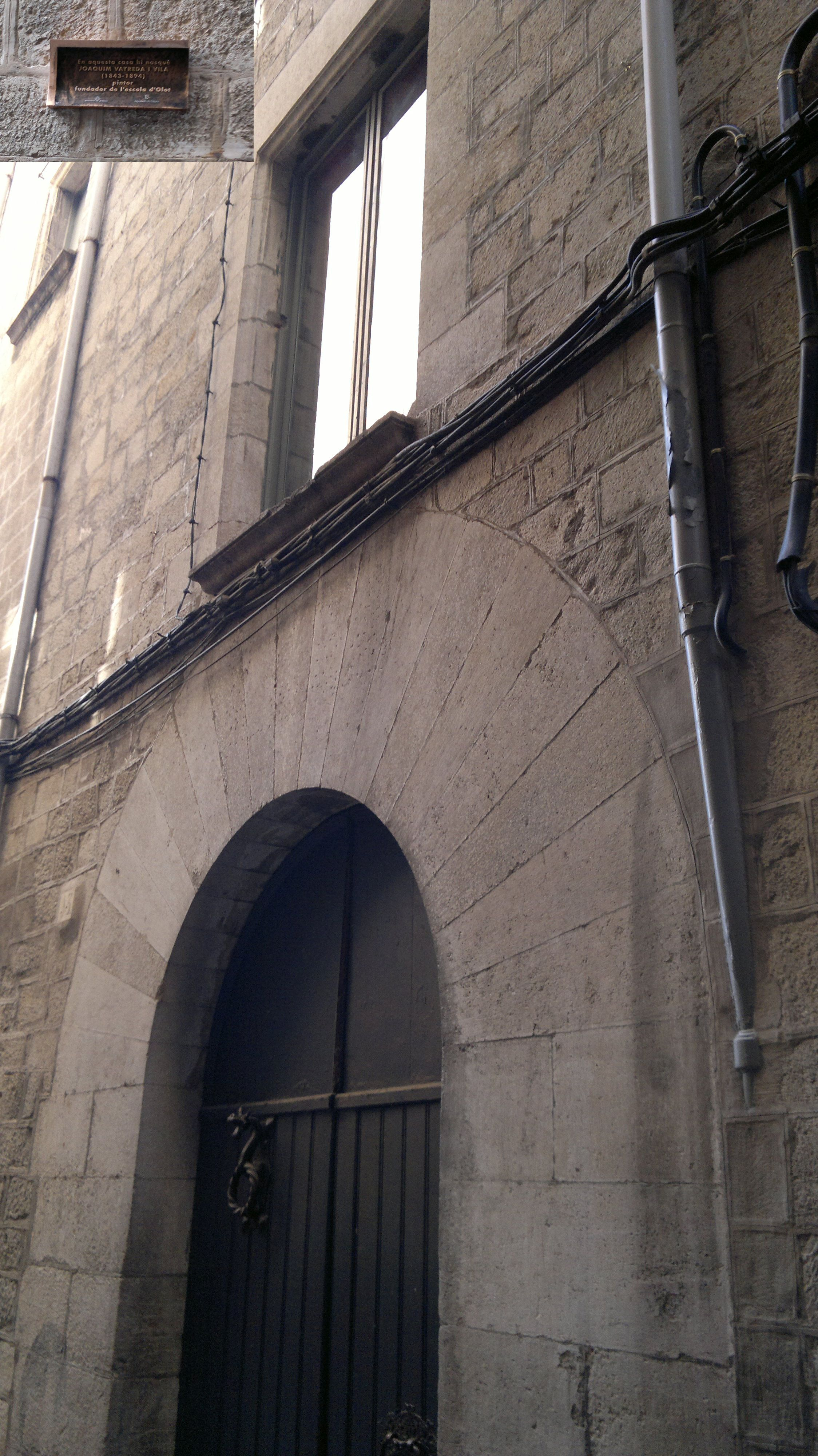
Casa Natal de Vayreda a Girona

Joaquim Vayreda i Vila (Girona, 23 de maig de 1843 - Olot, la Garrotxa, 31 d'octubre de 1894) fou un pintor català, un dels més destacats paisatgistes catalans del segle xix. Després dels seus primers estudis a la seva ciutat natal, va ampliar la seva formació a Barcelona amb Martí Alsina i fent estades a París. Va fundar el Centre Artístic d'Olot, nucli de l'anomenada Escola d'Olot de pintura. El seu estil i concepte va estar influït per l'escola de Barbizon de França, i la seva pintura evolucionà en una aproximació a l'impressionisme.

## Biografia

### Família
La casa pairal dels Vayreda era a Olot. L'any 1835, durant el conflicte civil de la Primera Guerra Carlina generat per la mort del rei Ferran VII, Olot va patir un atac de la 5a Divisió d'Aragó procedent de Navarra a les ordres de Juan Antonio Guergué; en el transcurs de l'acció, la casa dels Vayreda, situada als afores de la ciutat, fou incendiada. La família Vayreda, va decidir traslladar-se a una casa de lloguer a Girona, mentre esperaven temps millors per poder reparar-la i tornar a la seva ciutat. L'hereu, Francesc Vayreda i Busquets, tenia aleshores 21 anys i cap al 1838 es va comprometre amb Rosa Vila i Galí, filla de la pairalia (casa pairal) del Cavaller de Vidrà; el matrimoni se celebrà el 1840. Tres anys més tard, a la casa de Girona del carrer de la Força —avui número 15—, va néixer el seu fill Joaquim. I just un any després el matrimoni, junt amb el seu fill, van tornar a Olot, quedant-se a Girona l'avi Francesc Vayreda amb les altres filles.
Joaquim va tenir dos germans més, ja nascuts a Olot: Estanislau (1848-1901) —que seria farmacèutic—, i Marià (1853-1903), pintor, literat i polític. El 1876, Joaquim es va casar amb Mercè Casabó i Puig de la Bellacasa, i un fill seu, Francesc Vayreda i Casabó (1888-1929), seria també conegut com a pintor de paisatges i figures.

### Formació artística
Joaquim va començar la seva formació artística amb 9 anys a l'Escola Pública de Dibuix d'Olot, institució dirigida en aquells moments per Narcís Pascual i Sala. El seu pare, aficionat al dibuix, va veure en ell aptituds d'artista. El noi aprengué a dibuixar copiant làmines i models estampats, un sistema que li semblava absurd i rutinari. El seu instint pictòric fou prou fort perquè pogués sobreviure practicant aquest art resignat, vivint apartat dels cercles artístics i sense el creixement que es produeix en entrar en contacte amb la ciutat. El 1860 va marxar a Barcelona per a completar la seva formació on cursà estudis universitaris de filosofia, tot aprofitant els moments lliures per pintar. A Barcelona fou deixeble de Martí Alsina, un pintor aleshores revolucionari influenciat pel realisme i que introduí el plenairisme francès a Catalunya; Vayreda col·laborà en el seu taller. Allà va conèixer els seus grans amics Modest Urgell, Josep Lluís Pellicer i Josep Armet, entre d'altres. Sota el seu mestratge, Vayreda quedà fortament influït per Martí Alsina però en les obres que realitzà en aquell període s'hi detecta la seva pròpia personalitat. És durant aquesta època que començà els estudis anatòmics del paisatge, una síntesi d'allò que es veurà en la seva obra posterior.
Va mostrar la seva obra per primera vegada en l'edifici per a exposicions d'art del passeig de Gràcia de Barcelona, on l'any 1865 presentà Arri Moreu. L'any següent exposà a la Sala Parés la pintura Els Jugadors, juntament amb uns paisatges dels voltants de Girona. Així va donar a conèixer la seva obra entre la burgesia catalana del moment que la valorà i, per tant, començaren a comprar els seus quadres.
Entre 1871 i 1874 residí a França, primer per voluntat pròpia i més endavant exiliat a causa de la Tercera guerra carlina; marxà acompanyat del pintor Berga i Boix a les comarques catalanes del nord dels Pirineus. A Ceret pintà quadres però no s'havia de preocupar per vendre l'obra, ja que des d'Olot rebia periòdicament els recursos econòmics necessaris. Així, es pogué dedicar a fer esbossos i estudiar el paisatge. En la seva estada a França conegué més directament l'escola de Barbizon i l'obra de Camille Corot, Millet, Théodore Rousseau i Daubigny, que influirien a partir d'aleshores en la seva obra pictòrica.

### Centre Artístic d'Olot

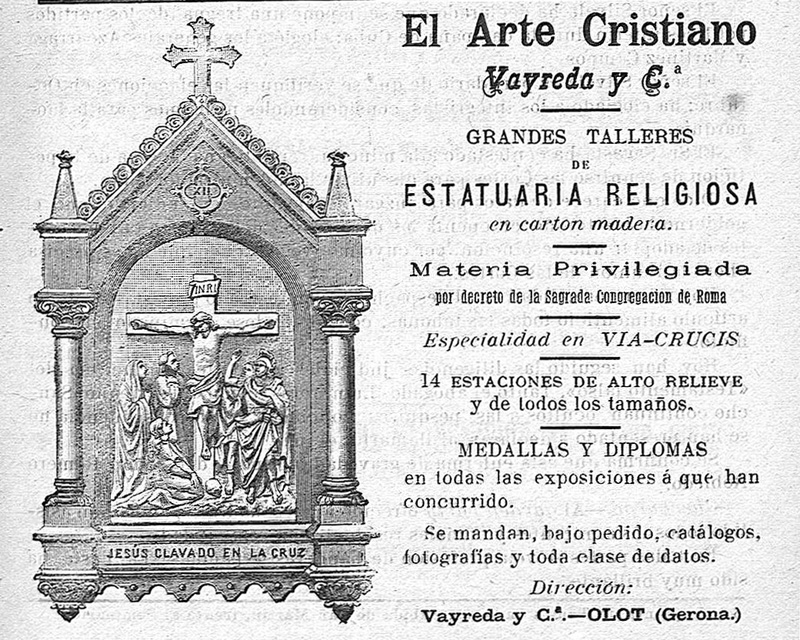
Fullet de propaganda d'El Arte Cristiano fundat per Joaquim Vayreda a Olot

La puixança i l'activitat de les arts a Catalunya coincideixen amb la prosperitat econòmica de l'època històrica de la Restauració. La burgesia s'inclinava cap a un art que ensenyés escenes en un estil recognoscible (realisme) i amb representacions suaus i elegants, però sempre amb claredat i els detalls extremats. A poc a poc s'abandona la pintura religiosa i triomfa el paisatgisme, al principi sense grans tècniques innovadores, fins a l'arribada del grup pintors de l'Escola de Barbizon. Especialment dedicats al paisatge, desenvolupen canvis atmosfèrics i de la llum. Dels primers que varen destacar va ser Camille Corot, que a la dècada dels quaranta del segle xix va entrar en contacte amb la mencionada escola i va començar a treballar a plein air per realitzar els quadres en la mateixa naturalesa que volien representar; molts dels seus membres encara mostren traços del romanticisme.
El 1868, de retorn a la seva ciutat natal, Joaquim Vayreda va fundar amb Josep Berga i Boix (1837-1914) el Centre Artístic. L'entitat no es va limitar a actuar com a dinamitzadora artística local sinó que va ser un referent de primer nivell de l'art català, al marge del nucli barceloní, on es concentrava el gruix de l'activitat artística del moment. Al Centre Artístic, posteriorment, se'l coneixeria com a Escola d'Olot, d'on va sorgir artistes com Josep Gelabert i Rincón entre d'altres. El seu germà, Marià Vayreda (1853-1903), conegut sobretot per les facetes literària i política, o com a promotor cultural, també va ser un pintor notable de figures i alguns temes costumistes olotins. El 1878 després d'una estada a París tornà a Olot, on treballà amb son germà Joaquim i on també va fundar el taller d'imatgeria religiosa «El Arte Cristiano».

### Política
El febrer de 1872 fou nomenat tinent d'alcalde d'Olot i per indicacions governamentals va renunciar al càrrec tres mesos més tard. Junt amb el seu amic Josep Berga i Boix, es varen exiliar a França amb motiu de la guerra carlina d'on retornaren el 1875. Recuperà el seu càrrec polític a l'ajuntament de la seva ciutat des de juliol de 1881 fins a mitjan 1883. Ocupà el càrrec de diputat provincial de Girona des del 3 de gener de 1891 fins a la seva mort l'any 1894. Fundà el Centre Catalanista d'Olot l'any 1887, assumint la presidència d'una sessió i una ponència de la Primera Assemblea Catalanista de Manresa el març del 1892, en la qual es van aprovar les Bases de Manresa per a la Constitució Regional Catalana.

Vayreda va publicar articles polítics en els setmanaris El Olotonense i L'Olotí —òrgans del Centre Catalanista—, així com una llegenda popular anomenada L'Amor de les tres taronges —L'Olotí, núm. 108-109 i 110 dels dies 12, 19 i 16 de gener de 1890— que, segons explica, es va inspirar en el que comptava una minyona de la seva família en les vetllades d'hivern. Aquí ja es pot observar les idees polítiques que Vayreda tenia sobre el catalanisme conservador que també es posen en manifest en el seu darrer manuscrit, Les Tres Generacions, en el que escriu: 
| « | ... quan un personatge es llança pel camins desconeguts sense tenir en compte els consells del avantpassats gairebé segur que fracassarà […] aquells que treballen amb santa fe per nostra verdadera reconstitució, los quals lograran son fí si no se separen de lo bon camí emprès. | » |

Aquesta obra va sortir editada l'any 1993 a Olot conjuntament per la Fundació Pere Simon i els Llibres de Batet.

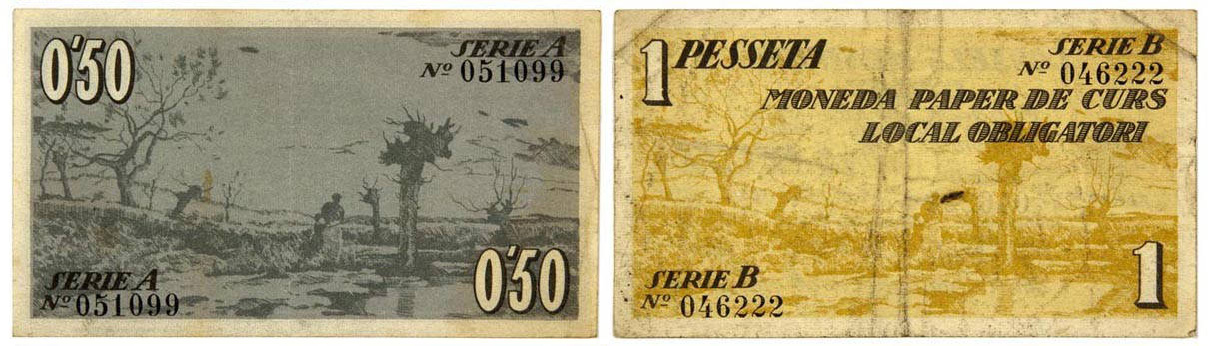
Revers dels bitllets de curs local obligatori del Consell Municipal d'Olot. 23 de juny de 1937. Reproducció de Xavier Nogués i Casas d'un paisatge de Joaquim Vayreda i Vila.

## Obra
En els seus inicis es va dedicar a temàtica religiosa i costumista, seguint el camí marcat per Josep Berga i Boix. És posteriorment quan es dedicà al paisatge. Vayreda és l'autor d'esplèndids paisatges de les fagedes o sotabosc d'aiguamolls dels voltants d'Olot, d'escenes rurals interpretades amb un estil molt àgil, semiimpressionista, tenyides sempre d'un gran lirisme. Presenten un to ambiental on es reflecteix el contrallum gràcies a les pinzellades transparents que era capaç d'imprimir amb veritable realisme. El pintor va utilitzar tres tipus de formats en els seus paisatges que van des de les grans teles fins a petites notes, tot i que la mida mitjana fou la que més va elaborar.
Als seus paisatges d'Olot es mostra com una espècie de Camille Corot català, especialment en la serenitat i la fase preimpressionista que mostren els seus paisatges, especialment després d'haver conegut l'Escola de Barbizon. Predominen els marrons, ocres, verds i tons terra i la tècnica de pinzellades ràpides i esbossades on la natura és la protagonista principal. Cap al final de la seva darrera etapa, les figures humanes cada vegada s'allunyen més del primer pla. La seva pintura va influenciar la següent generació de pintors, entre els quals cal destacar Santiago Rusiñol, Eliseu Meifrèn o Joaquim Mir.

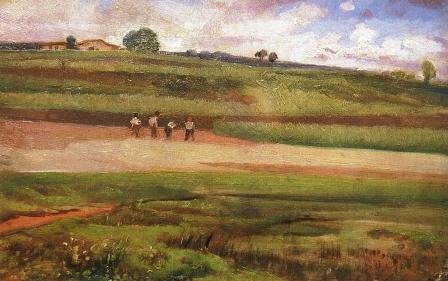
Paisatge de Joaquim Vayreda

### Donació d'obres
L'11 d'octubre de 1921 la família del pintor va fer la donació de 21 pintures a l'oli i una aquarel·la al Museu de Barcelona. Rafael Benet va realitzar el 1922, per encàrrec de la Junta de Museus de Barcelona, una monografia sobre Joaquim Vayreda, a la qual l'autor va tractar d'incloure un catàleg cronològic de les obres, que el mateix Benet va declarar incomplet: 
| « | Per completar el catàleg cal molt més temps del que havem tingut per a escriure i imprimir aquest llibre, i molt més tractant-se de Vayreda, que tenia una gran fecunditat. Jo m'atreveixo demanar a la Junta municipal d'Exposicions d'Art, que encomani amb un any de temps almenys, aquesta feina, puix que així la perfecció serà assolida en major grau, guanyant-hi la Història de l'Art i la reputació de l'escriptor al qual s'encarregui la vinent monografia. | » |

### Exposició retrospectiva de 1922
Llista d'obres exhibides a l'exposició retrospectiva de l'any 1922:
- Ocells, 1872-1874, aquarel·la (0,25 x 0,35 cm). Composició de tipus japonitzant. Pintada durant el seu exili a França.
- Missa d'eixida, 1875-1877, oli sobre tela (0,65 x 1,09 cm). Pintura de gènere que mostra el moment en què la partera, mig recolzada, besa l'estola del sacerdot i ofereix, com era costum, la candela a l'escolà. També es mostra al nadó en braços de la llevadora. S'aprecia un cert aire proper a la pintura de Fortuny en l'escena, sobretot en un personatge que apareix vestit amb una casaca i calça curta i en els objectes de complement de la composició del fons: un altar barroc, una llàntia, un tapís i un confessionari.
- Dinar de funeral, c. 1877, oli sobre tela (0,25 x 0,39 cm). Una altra obra d'estil semblant a Fortuny, o també a Daumier. Les figures estan treballades amb taques; la figura femenina central és la més semblant a les efectuades per Vayreda amb aire malenconiós; un frare presideix el dinar, mentre els comensals mostren trets de tristor o també de plors.
- El marge, c. 1880, oli sobre tela (0,36 x 0,52 cm). Aquesta nota de paisatge presenta uns roures arrelats en un marge.
- El sitjar, c. 1885, oli sobre tela (0,25 x 0,41 cm). Realitzat a Camprodon, és un paisatge d'arbres banyats pel sol; les pinzellades encara que foses, no exclouen un delicat detallisme.
- La dida, c. 1885, oli sobre tela (0,23 x 0,25 cm). Aquesta petita nota està pintada a plena pasta. Vayreda va remarcar influències dels pintors més joves que ell, com Laureà Barrau i Josep Pinós. En una tela posterior, El bateig, apareix a la part esquerra de la pintura el mateix personatge de La dida.
- Booz i Ruth, c. 1888, oli sobre tela (1,17 x 1,64 cm). Aquesta tela, retirada de l'Exposició Universal de Barcelona de 1888 pel mateix autor, posteriorment, fou retallada. S'observen figures masculines i femenines de segadors dins d'un caràcter bíblic; en la seva execució, recorda alguna influència del pintor francès Jean-François Millet.
- Nena fent mitja, c. 1885-1889, oli sobre tela (0,25 x 0,17). És una nota, realitzada en la mateixa tècnica que La dida.
- Nens jugant, c. 1889, oli sobre tela (0,25 x 0,40). En aquesta tela s'aprecia també la tècnica del plein air. La llum incideix en la pintura amb una càrrega de poesia indubtable a la qual cosa ajuden també les coloraines dels vestits dels nens. Es creu que alguns d'ells podrien ser els mateixos fills del pintor.
- Estenent roba, c. 1885-1890, oli sobre tela (0,35 x 22 cm). En el catàleg de l'exposició figura amb el títol de Roba estesa. És un petit estudi amb una bona composició i d'un cromatisme fred.
- Aigua adormida, c. 1890, oli sobre tela (0,16 x 0,27 cm). Podria ser datada l'any 1885; és una petita anotació de paisatge.
- Els pins, c. 1890, oli sobre tela (0,26 x 0,23 cm). Una temàtica bastant rara dins de la pintura de Vayreda; representa dues figures en una pineda.
- L'arbre tort, c. 1890, oli sobre tela (0,28 x 0,23 cm). Un esbós amb un aire clàssic.
- Els saules, c. 1890, oli sobre tela (0,15 x 0,27 cm). Un paisatge típic olotí amb un prat, saules i pollancres.
- La palanca, c. 1890, oli sobre tela (0,17 x 0,25 cm). En un primer terme hi ha l'estructura d'una palanca i un riu. Una muntanya llarga i llunyana amb vaques dins un prat formen aquesta nota ben plantada.
- Garberes de fajol, c. 1890, oli sobre fusta (0,20 x 0,35 cm). Esbós crepuscular, ben insinuat i amb la llum ben expressada.
- Les falgueres, c. 1891, oli sobre tela (0,65 x 0,50 cm). També una hora crepuscular on s'expressa el naturalisme i el paisatge olotí significatiu de l'autor.
- Roureda, c. 1892, oli sobre tela (0,36 x 0,52 cm). Pintura feta com un esbós, insinuat amb pinzellades molt fines. Podria haver estat realitzada en la propietat del pintor, a la Vall de Bianya.

### Obres del Museu Nacional d'Art de Catalunya
| Imatge | Dades | Dades | Imatge | Dades                    | Dades                    |
| --- | --- | --- | --- | ------------------------ | ------------------------ |
| | Recança | Recança | | Inici de Primavera       | Inici de Primavera       |
| 1876 | oli sobre tela 127,5 x 262,5 cm | 1877 | oli sobre tela 48,5 x 80,5 cm |                          |                          |
| Museu Nacional d'Art de Catalunya. Registre 042362-000 | Museu Nacional d'Art de Catalunya. Registre 042362-000 | Museu Nacional d'Art de Catalunya. Registre 010592-000 | Museu Nacional d'Art de Catalunya. Registre 010592-000 |                          |                          |
| Exposada com a parella de l'obra L'estiu el 1877 a la Sala Parés de Barcelona, Recança representa el fred i la tristesa enfront de la calor i alegria que mostra l'altra obra. S'hi veu representat el desnonament d'una família de masovers, una escena molt habitual als camins de la Catalunya preindustrial. Signada i datada. | Exposada com a parella de l'obra L'estiu el 1877 a la Sala Parés de Barcelona, Recança representa el fred i la tristesa enfront de la calor i alegria que mostra l'altra obra. S'hi veu representat el desnonament d'una família de masovers, una escena molt habitual als camins de la Catalunya preindustrial. Signada i datada. | La pintura representa un tema paisatgístic. La tela va ser donada per Enric Batlló i Batlló a la Diputació de Barcelona, es troba en dipòsit al MNAC des de 1914. | La pintura representa un tema paisatgístic. La tela va ser donada per Enric Batlló i Batlló a la Diputació de Barcelona, es troba en dipòsit al MNAC des de 1914. |                          |                          |
| | L'estiu | L'estiu | | La sega                  | La sega                  |
| 1877 | oli sobre tela 128,5 x 263 cm | c. 1881 | oli sobre tela 54 x 79,5 cm |                          |                          |
| Museu Nacional d'Art de Catalunya. Registre 042363-000 | Museu Nacional d'Art de Catalunya. Registre 042363-000 | Museu Nacional d'Art de Catalunya. Registre 004261-000 | Museu Nacional d'Art de Catalunya. Registre 004261-000 |                          |                          |
| L'Estiu, relacionada amb Bosc a Fontainebleau de Camille Corot, buscava transmetre alegria mostrant un grup de pastorets, nens i un ramat de vaques travessant un aiguamoll en una verneda. Hi ha l'aigua en un primer pla amb el grup de figures al centre emmarcades en un escenari natural. L'autor va tenir en compte el detall i utilitza una pinzellada fina i precisa, sense la intenció que es diferenciés. Signada i datada. | L'Estiu, relacionada amb Bosc a Fontainebleau de Camille Corot, buscava transmetre alegria mostrant un grup de pastorets, nens i un ramat de vaques travessant un aiguamoll en una verneda. Hi ha l'aigua en un primer pla amb el grup de figures al centre emmarcades en un escenari natural. L'autor va tenir en compte el detall i utilitza una pinzellada fina i precisa, sense la intenció que es diferenciés. Signada i datada. | El 1932 el museu adquirí aquesta pintura de tema paisatgístic al col·leccionista Lluís Plandiura i Pou. | El 1932 el museu adquirí aquesta pintura de tema paisatgístic al col·leccionista Lluís Plandiura i Pou. |                          |                          |
| | L'espantaocells | L'espantaocells | | Processó de col·legiales | Processó de col·legiales |
| c. 1883-1885 | oli sobre tela 88,5 x 151,5 cm | c. 1890 | oli sobre tela 66,5 x 120,5 cm |                          |                          |
| Museu Nacional d'Art de Catalunya. Registre 145244-000 | Museu Nacional d'Art de Catalunya. Registre 145244-000 | Museu Nacional d'Art de Catalunya. Registre 010573-000 | Museu Nacional d'Art de Catalunya. Registre 010573-000 |                          |                          |
| La temàtica que presenta la pintura és de paisatge i l'obra va ingressar en el museu l'any 1964 a través d'una adquisició. | La temàtica que presenta la pintura és de paisatge i l'obra va ingressar en el museu l'any 1964 a través d'una adquisició. | El pintor va realitzar una pintura de gènere on mostra una processó de col·legiales de primera comunió amb una pintura de figures esbossades i un colorit suau, pròxim a la pinzellada impressionista. És una mostra del mateix format horitzontal preferit per l'autor. | El pintor va realitzar una pintura de gènere on mostra una processó de col·legiales de primera comunió amb una pintura de figures esbossades i un colorit suau, pròxim a la pinzellada impressionista. És una mostra del mateix format horitzontal preferit per l'autor. |                          |                          |
| | La terrassa | La terrassa | | Arbres en flor           | Arbres en flor           |
| c. 1891 | oli sobre tela 62,5 x 115,5 cm | 1892 | oli sobre tela 78 x 138,5 cm |                          |                          |
| Museu Nacional d'Art de Catalunya. Registre 010582-000 | Museu Nacional d'Art de Catalunya. Registre 010582-000 | Museu Nacional d'Art de Catalunya. Registre 004253-000 | Museu Nacional d'Art de Catalunya. Registre 004253-000 |                          |                          |
| En aquesta pintura el contrast entre el colorit dels dos personatges, la figura de la nena en blanc i l'altra en negre, mostren una novetat en la seva paleta desconeguda en la tècnica emprada fins aleshores pel pintor. La composició recorda pintors posteriors com ara Ramon Casas i Santiago Rusiñol. | En aquesta pintura el contrast entre el colorit dels dos personatges, la figura de la nena en blanc i l'altra en negre, mostren una novetat en la seva paleta desconeguda en la tècnica emprada fins aleshores pel pintor. La composició recorda pintors posteriors com ara Ramon Casas i Santiago Rusiñol. | Joaquim Vayreda, des de 1880 fins al final de la seva vida, va demostrar una especial inclinació pel tema d'arbres florits. Aquesta pintura que conserva el MNAC és una de les més conegudes, on mostra un grup de pomeres en flor.                                      | Joaquim Vayreda, des de 1880 fins al final de la seva vida, va demostrar una especial inclinació pel tema d'arbres florits. Aquesta pintura que conserva el MNAC és una de les més conegudes, on mostra un grup de pomeres en flor.                                      |                          |                          |

### Obres en altres museus
| Imatge | Dades | Dades | Imatge | Dades               | Dades               |
| --- | --- | --- | --- | ------------------- | ------------------- |
| | Paisatge | Paisatge | | Primavera           | Primavera           |
| 2a meitat s.XIX | oli sobre tela 28 × 21,5 cm | 1879 | oli sobre tela 85,2 × 52,5 cm |                     |                     |
| Biblioteca Museu Víctor Balaguer. Registre 1677 | Biblioteca Museu Víctor Balaguer. Registre 1677 | Biblioteca Museu Víctor Balaguer. Registre 3830 | Biblioteca Museu Víctor Balaguer. Registre 3830 |                     |                     |
| El paisatge d'una masia al mig de la muntanya va ser adquirit el 1956, provinent la col·lecció privada de Lluís Plandiura i Pou.                                                                                 | El paisatge d'una masia al mig de la muntanya va ser adquirit el 1956, provinent la col·lecció privada de Lluís Plandiura i Pou.                                                                                 | Paisatge primaveral amb una nena vestida de pagesa catalana amb esclops en primer terme, davant d'una petit font natural. Al fons un paisatge amb tres atmetllers florits i una masia. Prové de la col·lecció privada del Llegat Fundacional, el 1984. | Paisatge primaveral amb una nena vestida de pagesa catalana amb esclops en primer terme, davant d'una petit font natural. Al fons un paisatge amb tres atmetllers florits i una masia. Prové de la col·lecció privada del Llegat Fundacional, el 1984. |                     |                     |
| | Figura | Figura | | El jove pagès       | El jove pagès       |
| 2a meitat s.XIX | oli sobre tela 22 × 32 cm | 1871-76 | oli sobre tela 55 × 37 cm |                     |                     |
| Biblioteca Museu Víctor Balaguer. Registre 1675 | Biblioteca Museu Víctor Balaguer. Registre 1675 | Museu de Montserrat | Museu de Montserrat |                     |                     |
| Estudi d'una figura femenina de perfil, recolzada sobre un arbre, vestida amb vestit tradicional català. Va ingressar al museu el 1956, provinent la col·lecció privada de Lluís Plandiura i Pou.                | Estudi d'una figura femenina de perfil, recolzada sobre un arbre, vestida amb vestit tradicional català. Va ingressar al museu el 1956, provinent la col·lecció privada de Lluís Plandiura i Pou.                | En aquesta pintura Vayreda assimila a Jean-François Millet i mostra junt amb la bellesa del paisatge, l'escena de la vida camperola, a un jove camí de tornada del treball tot plegat entonat amb els colors ocres habituals de la seva paleta, les pinzellades soltes amb les quals ressegueix la figura i les lluentors de la cistella aconsegueixen la separació de la figura amb el fons de la imatge. | En aquesta pintura Vayreda assimila a Jean-François Millet i mostra junt amb la bellesa del paisatge, l'escena de la vida camperola, a un jove camí de tornada del treball tot plegat entonat amb els colors ocres habituals de la seva paleta, les pinzellades soltes amb les quals ressegueix la figura i les lluentors de la cistella aconsegueixen la separació de la figura amb el fons de la imatge. |                     |                     |
| | Camp d'alfals | Camp d'alfals | | Sortida de la lluna | Sortida de la lluna |
| 1880-83 | oli sobre tela 133 × 75 cm | 1883 | oli sobre tela 133 × 75 cm |                     |                     |
| Museu de Montserrat | Museu de Montserrat | Museu de Montserrat | Museu de Montserrat |                     |                     |
| El paisatge va aconseguir amb Vayreda captar la sensibilitat del camp rural de Catalunya, de forma especial els camps de La Garrotxa, amb l'aproximació a l'impressionisme gràcies a la pintura a l'aire lliure. | El paisatge va aconseguir amb Vayreda captar la sensibilitat del camp rural de Catalunya, de forma especial els camps de La Garrotxa, amb l'aproximació a l'impressionisme gràcies a la pintura a l'aire lliure. | La sensibilitat que mostren els paisatges de Vayreda, van fer crear a Olot, per part d'aquest autor, una escola al voltant de la creació d'una sensibilitat especial per captar la llum dels escenaris dels camps de la seva ciutat. | La sensibilitat que mostren els paisatges de Vayreda, van fer crear a Olot, per part d'aquest autor, una escola al voltant de la creació d'una sensibilitat especial per captar la llum dels escenaris dels camps de la seva ciutat. |                     |                     |